# 1676
Portal Geschichte | Portal Biografien | Aktuelle Ereignisse | Jahreskalender | Tagesartikel

◄ |
16. Jahrhundert |
17. Jahrhundert
| 18. Jahrhundert | ►

◄ |
1640er |
1650er |
1660er |
1670er
| 1680er | 1690er | 1700er | ►

◄◄ |
◄ |
1672 |
1673 |
1674 |
1675 |
1676
| 1677 | 1678 | 1679 | 1680 | ► | ►►
Staatsoberhäupter  · Nekrolog   · Musikjahr
| Januar | Januar | Januar | Januar | Januar | Januar | Januar | Januar |
| Kw     | Mo     | Di     | Mi     | Do     | Fr     | Sa     | So     |
| ------ | ------ | ------ | ------ | ------ | ------ | ------ | ------ |
| 1      |        |        | 1      | 2      | 3      | 4      | 5      |
| 2      | 6      | 7      | 8      | 9      | 10     | 11     | 12     |
| 3      | 13     | 14     | 15     | 16     | 17     | 18     | 19     |
| 4      | 20     | 21     | 22     | 23     | 24     | 25     | 26     |
| 5      | 27     | 28     | 29     | 30     | 31     |        |        |

| Februar | Februar | Februar | Februar | Februar | Februar | Februar | Februar |
| Kw      | Mo      | Di      | Mi      | Do      | Fr      | Sa      | So      |
| ------- | ------- | ------- | ------- | ------- | ------- | ------- | ------- |
| 5       |         |         |         |         |         | 1       | 2       |
| 6       | 3       | 4       | 5       | 6       | 7       | 8       | 9       |
| 7       | 10      | 11      | 12      | 13      | 14      | 15      | 16      |
| 8       | 17      | 18      | 19      | 20      | 21      | 22      | 23      |
| 9       | 24      | 25      | 26      | 27      | 28      | 29      |         |

| März | März | März | März | März | März | März | März |
| Kw   | Mo   | Di   | Mi   | Do   | Fr   | Sa   | So   |
| ---- | ---- | ---- | ---- | ---- | ---- | ---- | ---- |
| 9    |      |      |      |      |      |      | 1    |
| 10   | 2    | 3    | 4    | 5    | 6    | 7    | 8    |
| 11   | 9    | 10   | 11   | 12   | 13   | 14   | 15   |
| 12   | 16   | 17   | 18   | 19   | 20   | 21   | 22   |
| 13   | 23   | 24   | 25   | 26   | 27   | 28   | 29   |
| 14   | 30   | 31   |      |      |      |      |      |

| April | April | April | April | April | April | April | April |
| Kw    | Mo    | Di    | Mi    | Do    | Fr    | Sa    | So    |
| ----- | ----- | ----- | ----- | ----- | ----- | ----- | ----- |
| 14    |       |       | 1     | 2     | 3     | 4     | 5     |
| 15    | 6     | 7     | 8     | 9     | 10    | 11    | 12    |
| 16    | 13    | 14    | 15    | 16    | 17    | 18    | 19    |
| 17    | 20    | 21    | 22    | 23    | 24    | 25    | 26    |
| 18    | 27    | 28    | 29    | 30    |       |       |       |

| Mai | Mai | Mai | Mai | Mai | Mai | Mai | Mai |
| Kw  | Mo  | Di  | Mi  | Do  | Fr  | Sa  | So  |
| --- | --- | --- | --- | --- | --- | --- | --- |
| 18  |     |     |     |     | 1   | 2   | 3   |
| 19  | 4   | 5   | 6   | 7   | 8   | 9   | 10  |
| 20  | 11  | 12  | 13  | 14  | 15  | 16  | 17  |
| 21  | 18  | 19  | 20  | 21  | 22  | 23  | 24  |
| 22  | 25  | 26  | 27  | 28  | 29  | 30  | 31  |

| Juni | Juni | Juni | Juni | Juni | Juni | Juni | Juni |
| Kw   | Mo   | Di   | Mi   | Do   | Fr   | Sa   | So   |
| ---- | ---- | ---- | ---- | ---- | ---- | ---- | ---- |
| 23   | 1    | 2    | 3    | 4    | 5    | 6    | 7    |
| 24   | 8    | 9    | 10   | 11   | 12   | 13   | 14   |
| 25   | 15   | 16   | 17   | 18   | 19   | 20   | 21   |
| 26   | 22   | 23   | 24   | 25   | 26   | 27   | 28   |
| 27   | 29   | 30   |      |      |      |      |      |

| Juli | Juli | Juli | Juli | Juli | Juli | Juli | Juli |
| Kw   | Mo   | Di   | Mi   | Do   | Fr   | Sa   | So   |
| ---- | ---- | ---- | ---- | ---- | ---- | ---- | ---- |
| 27   |      |      | 1    | 2    | 3    | 4    | 5    |
| 28   | 6    | 7    | 8    | 9    | 10   | 11   | 12   |
| 29   | 13   | 14   | 15   | 16   | 17   | 18   | 19   |
| 30   | 20   | 21   | 22   | 23   | 24   | 25   | 26   |
| 31   | 27   | 28   | 29   | 30   | 31   |      |      |

| August | August | August | August | August | August | August | August |
| Kw     | Mo     | Di     | Mi     | Do     | Fr     | Sa     | So     |
| ------ | ------ | ------ | ------ | ------ | ------ | ------ | ------ |
| 31     |        |        |        |        |        | 1      | 2      |
| 32     | 3      | 4      | 5      | 6      | 7      | 8      | 9      |
| 33     | 10     | 11     | 12     | 13     | 14     | 15     | 16     |
| 34     | 17     | 18     | 19     | 20     | 21     | 22     | 23     |
| 35     | 24     | 25     | 26     | 27     | 28     | 29     | 30     |
| 36     | 31     |        |        |        |        |        |        |

| September | September | September | September | September | September | September | September |
| Kw        | Mo        | Di        | Mi        | Do        | Fr        | Sa        | So        |
| --------- | --------- | --------- | --------- | --------- | --------- | --------- | --------- |
| 36        |           | 1         | 2         | 3         | 4         | 5         | 6         |
| 37        | 7         | 8         | 9         | 10        | 11        | 12        | 13        |
| 38        | 14        | 15        | 16        | 17        | 18        | 19        | 20        |
| 39        | 21        | 22        | 23        | 24        | 25        | 26        | 27        |
| 40        | 28        | 29        | 30        |           |           |           |           |

| Oktober | Oktober | Oktober | Oktober | Oktober | Oktober | Oktober | Oktober |
| Kw      | Mo      | Di      | Mi      | Do      | Fr      | Sa      | So      |
| ------- | ------- | ------- | ------- | ------- | ------- | ------- | ------- |
| 40      |         |         |         | 1       | 2       | 3       | 4       |
| 41      | 5       | 6       | 7       | 8       | 9       | 10      | 11      |
| 42      | 12      | 13      | 14      | 15      | 16      | 17      | 18      |
| 43      | 19      | 20      | 21      | 22      | 23      | 24      | 25      |
| 44      | 26      | 27      | 28      | 29      | 30      | 31      |         |

| November | November | November | November | November | November | November | November |
| Kw       | Mo       | Di       | Mi       | Do       | Fr       | Sa       | So       |
| -------- | -------- | -------- | -------- | -------- | -------- | -------- | -------- |
| 44       |          |          |          |          |          |          | 1        |
| 45       | 2        | 3        | 4        | 5        | 6        | 7        | 8        |
| 46       | 9        | 10       | 11       | 12       | 13       | 14       | 15       |
| 47       | 16       | 17       | 18       | 19       | 20       | 21       | 22       |
| 48       | 23       | 24       | 25       | 26       | 27       | 28       | 29       |
| 49       | 30       |          |          |          |          |          |          |

| Dezember | Dezember | Dezember | Dezember | Dezember | Dezember | Dezember | Dezember |
| Kw       | Mo       | Di       | Mi       | Do       | Fr       | Sa       | So       |
| -------- | -------- | -------- | -------- | -------- | -------- | -------- | -------- |
| 49       |          | 1        | 2        | 3        | 4        | 5        | 6        |
| 50       | 7        | 8        | 9        | 10       | 11       | 12       | 13       |
| 51       | 14       | 15       | 16       | 17       | 18       | 19       | 20       |
| 52       | 21       | 22       | 23       | 24       | 25       | 26       | 27       |
| 53       | 28       | 29       | 30       | 31       |          |          |          |

| Januar | Januar | Januar | Januar | Januar | Januar | Januar | Januar |
| Kw     | Mo     | Di     | Mi     | Do     | Fr     | Sa     | So     |
| ------ | ------ | ------ | ------ | ------ | ------ | ------ | ------ |
| 1      |        |        | 1      | 2      | 3      | 4      | 5      |
| 2      | 6      | 7      | 8      | 9      | 10     | 11     | 12     |
| 3      | 13     | 14     | 15     | 16     | 17     | 18     | 19     |
| 4      | 20     | 21     | 22     | 23     | 24     | 25     | 26     |
| 5      | 27     | 28     | 29     | 30     | 31     |        |        |

| Februar | Februar | Februar | Februar | Februar | Februar | Februar | Februar |
| Kw      | Mo      | Di      | Mi      | Do      | Fr      | Sa      | So      |
| ------- | ------- | ------- | ------- | ------- | ------- | ------- | ------- |
| 5       |         |         |         |         |         | 1       | 2       |
| 6       | 3       | 4       | 5       | 6       | 7       | 8       | 9       |
| 7       | 10      | 11      | 12      | 13      | 14      | 15      | 16      |
| 8       | 17      | 18      | 19      | 20      | 21      | 22      | 23      |
| 9       | 24      | 25      | 26      | 27      | 28      | 29      |         |

| März | März | März | März | März | März | März | März |
| Kw   | Mo   | Di   | Mi   | Do   | Fr   | Sa   | So   |
| ---- | ---- | ---- | ---- | ---- | ---- | ---- | ---- |
| 9    |      |      |      |      |      |      | 1    |
| 10   | 2    | 3    | 4    | 5    | 6    | 7    | 8    |
| 11   | 9    | 10   | 11   | 12   | 13   | 14   | 15   |
| 12   | 16   | 17   | 18   | 19   | 20   | 21   | 22   |
| 13   | 23   | 24   | 25   | 26   | 27   | 28   | 29   |
| 14   | 30   | 31   |      |      |      |      |      |

| April | April | April | April | April | April | April | April |
| Kw    | Mo    | Di    | Mi    | Do    | Fr    | Sa    | So    |
| ----- | ----- | ----- | ----- | ----- | ----- | ----- | ----- |
| 14    |       |       | 1     | 2     | 3     | 4     | 5     |
| 15    | 6     | 7     | 8     | 9     | 10    | 11    | 12    |
| 16    | 13    | 14    | 15    | 16    | 17    | 18    | 19    |
| 17    | 20    | 21    | 22    | 23    | 24    | 25    | 26    |
| 18    | 27    | 28    | 29    | 30    |       |       |       |

| Mai | Mai | Mai | Mai | Mai | Mai | Mai | Mai |
| Kw  | Mo  | Di  | Mi  | Do  | Fr  | Sa  | So  |
| --- | --- | --- | --- | --- | --- | --- | --- |
| 18  |     |     |     |     | 1   | 2   | 3   |
| 19  | 4   | 5   | 6   | 7   | 8   | 9   | 10  |
| 20  | 11  | 12  | 13  | 14  | 15  | 16  | 17  |
| 21  | 18  | 19  | 20  | 21  | 22  | 23  | 24  |
| 22  | 25  | 26  | 27  | 28  | 29  | 30  | 31  |

| Juni | Juni | Juni | Juni | Juni | Juni | Juni | Juni |
| Kw   | Mo   | Di   | Mi   | Do   | Fr   | Sa   | So   |
| ---- | ---- | ---- | ---- | ---- | ---- | ---- | ---- |
| 23   | 1    | 2    | 3    | 4    | 5    | 6    | 7    |
| 24   | 8    | 9    | 10   | 11   | 12   | 13   | 14   |
| 25   | 15   | 16   | 17   | 18   | 19   | 20   | 21   |
| 26   | 22   | 23   | 24   | 25   | 26   | 27   | 28   |
| 27   | 29   | 30   |      |      |      |      |      |

| Juli | Juli | Juli | Juli | Juli | Juli | Juli | Juli |
| Kw   | Mo   | Di   | Mi   | Do   | Fr   | Sa   | So   |
| ---- | ---- | ---- | ---- | ---- | ---- | ---- | ---- |
| 27   |      |      | 1    | 2    | 3    | 4    | 5    |
| 28   | 6    | 7    | 8    | 9    | 10   | 11   | 12   |
| 29   | 13   | 14   | 15   | 16   | 17   | 18   | 19   |
| 30   | 20   | 21   | 22   | 23   | 24   | 25   | 26   |
| 31   | 27   | 28   | 29   | 30   | 31   |      |      |

| August | August | August | August | August | August | August | August |
| Kw     | Mo     | Di     | Mi     | Do     | Fr     | Sa     | So     |
| ------ | ------ | ------ | ------ | ------ | ------ | ------ | ------ |
| 31     |        |        |        |        |        | 1      | 2      |
| 32     | 3      | 4      | 5      | 6      | 7      | 8      | 9      |
| 33     | 10     | 11     | 12     | 13     | 14     | 15     | 16     |
| 34     | 17     | 18     | 19     | 20     | 21     | 22     | 23     |
| 35     | 24     | 25     | 26     | 27     | 28     | 29     | 30     |
| 36     | 31     |        |        |        |        |        |        |

| September | September | September | September | September | September | September | September |
| Kw        | Mo        | Di        | Mi        | Do        | Fr        | Sa        | So        |
| --------- | --------- | --------- | --------- | --------- | --------- | --------- | --------- |
| 36        |           | 1         | 2         | 3         | 4         | 5         | 6         |
| 37        | 7         | 8         | 9         | 10        | 11        | 12        | 13        |
| 38        | 14        | 15        | 16        | 17        | 18        | 19        | 20        |
| 39        | 21        | 22        | 23        | 24        | 25        | 26        | 27        |
| 40        | 28        | 29        | 30        |           |           |           |           |

| Oktober | Oktober | Oktober | Oktober | Oktober | Oktober | Oktober | Oktober |
| Kw      | Mo      | Di      | Mi      | Do      | Fr      | Sa      | So      |
| ------- | ------- | ------- | ------- | ------- | ------- | ------- | ------- |
| 40      |         |         |         | 1       | 2       | 3       | 4       |
| 41      | 5       | 6       | 7       | 8       | 9       | 10      | 11      |
| 42      | 12      | 13      | 14      | 15      | 16      | 17      | 18      |
| 43      | 19      | 20      | 21      | 22      | 23      | 24      | 25      |
| 44      | 26      | 27      | 28      | 29      | 30      | 31      |         |

| November | November | November | November | November | November | November | November |
| Kw       | Mo       | Di       | Mi       | Do       | Fr       | Sa       | So       |
| -------- | -------- | -------- | -------- | -------- | -------- | -------- | -------- |
| 44       |          |          |          |          |          |          | 1        |
| 45       | 2        | 3        | 4        | 5        | 6        | 7        | 8        |
| 46       | 9        | 10       | 11       | 12       | 13       | 14       | 15       |
| 47       | 16       | 17       | 18       | 19       | 20       | 21       | 22       |
| 48       | 23       | 24       | 25       | 26       | 27       | 28       | 29       |
| 49       | 30       |          |          |          |          |          |          |

| Dezember | Dezember | Dezember | Dezember | Dezember | Dezember | Dezember | Dezember |
| Kw       | Mo       | Di       | Mi       | Do       | Fr       | Sa       | So       |
| -------- | -------- | -------- | -------- | -------- | -------- | -------- | -------- |
| 49       |          | 1        | 2        | 3        | 4        | 5        | 6        |
| 50       | 7        | 8        | 9        | 10       | 11       | 12       | 13       |
| 51       | 14       | 15       | 16       | 17       | 18       | 19       | 20       |
| 52       | 21       | 22       | 23       | 24       | 25       | 26       | 27       |
| 53       | 28       | 29       | 30       | 31       |          |          |          |

## Ereignisse

### Politik und Weltgeschehen

#### Holländischer Krieg und Nordischer Krieg
- 8. Januar: In der Seeschlacht bei Stromboli trifft die Flotte der Vereinigten Provinzen der Niederlande im Mittelmeer vor der Nordküste Siziliens auf eine Flotte des Königreichs Frankreich. Die Schlacht endet unentschieden.
- 21. März: Der dänische Reichskanzler Peder Schumacher Griffenfeld wird unter dem Vorwurf von Bestechung und Hochverrat in Haft genommen. Geheimer Schriftwechsel mit dem verfeindeten Schweden und der Großmacht Frankreich war seinen Gegnern am Hofe in die Hände gelangt.
- 22. April: Im Holländischen Krieg bestreitet eine niederländisch-spanische gegen eine französische Flotte die Seeschlacht bei Augusta. In ihr wird der niederländische Admiral Michiel de Ruyter so schwer verletzt, dass er sieben Tage danach stirbt.

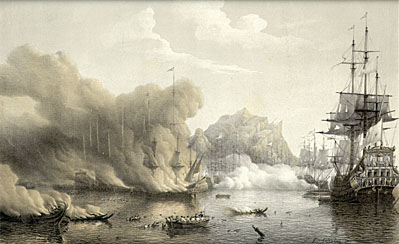
Seeschlacht vor Palermo

- 2. Juni: Im Holländischen Krieg wird die wegen Reparaturen ankernde spanisch-niederländische Flotte in der Seeschlacht vor Palermo von der überraschend eingetroffenen französischen Flotte bekämpft. Frankreich erringt nach dem Sieg die Seeherrschaft im Mittelmeer.

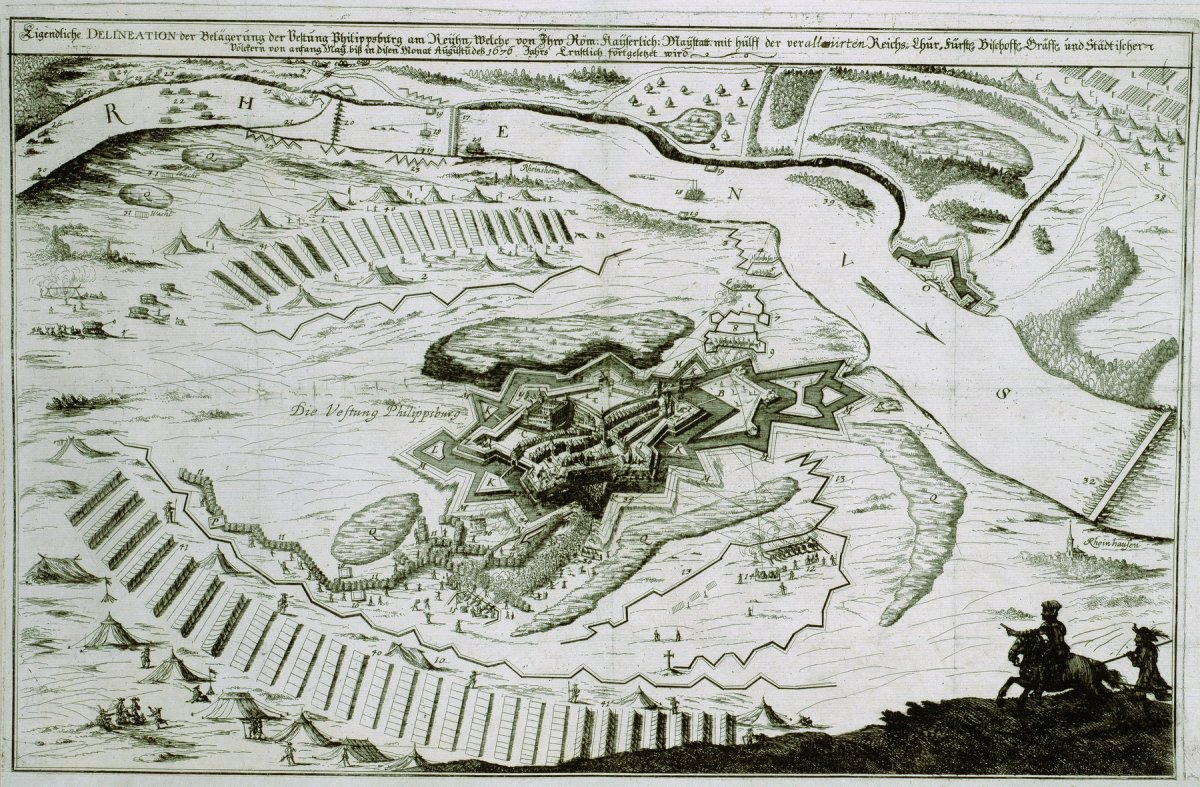
Belagerung von Philippsburg

- 17. September: Die Belagerung von Philippsburg endet mit der Übergabe der Festung Philippsburg an die Reichstruppen durch die Franzosen.
- 4. Dezember: Die Schlacht bei Lund im Nordischen Krieg fordert über 8.500 Tote. Sie gilt als eine der blutigsten Schlachten, die je auf skandinavischem Boden gefochten wurde. Die Verluste betragen auf beiden Seiten etwa 50 Prozent. Die Schweden gehen letztendlich als Sieger aus der Schlacht hervor.

#### Mittel- und Osteuropa

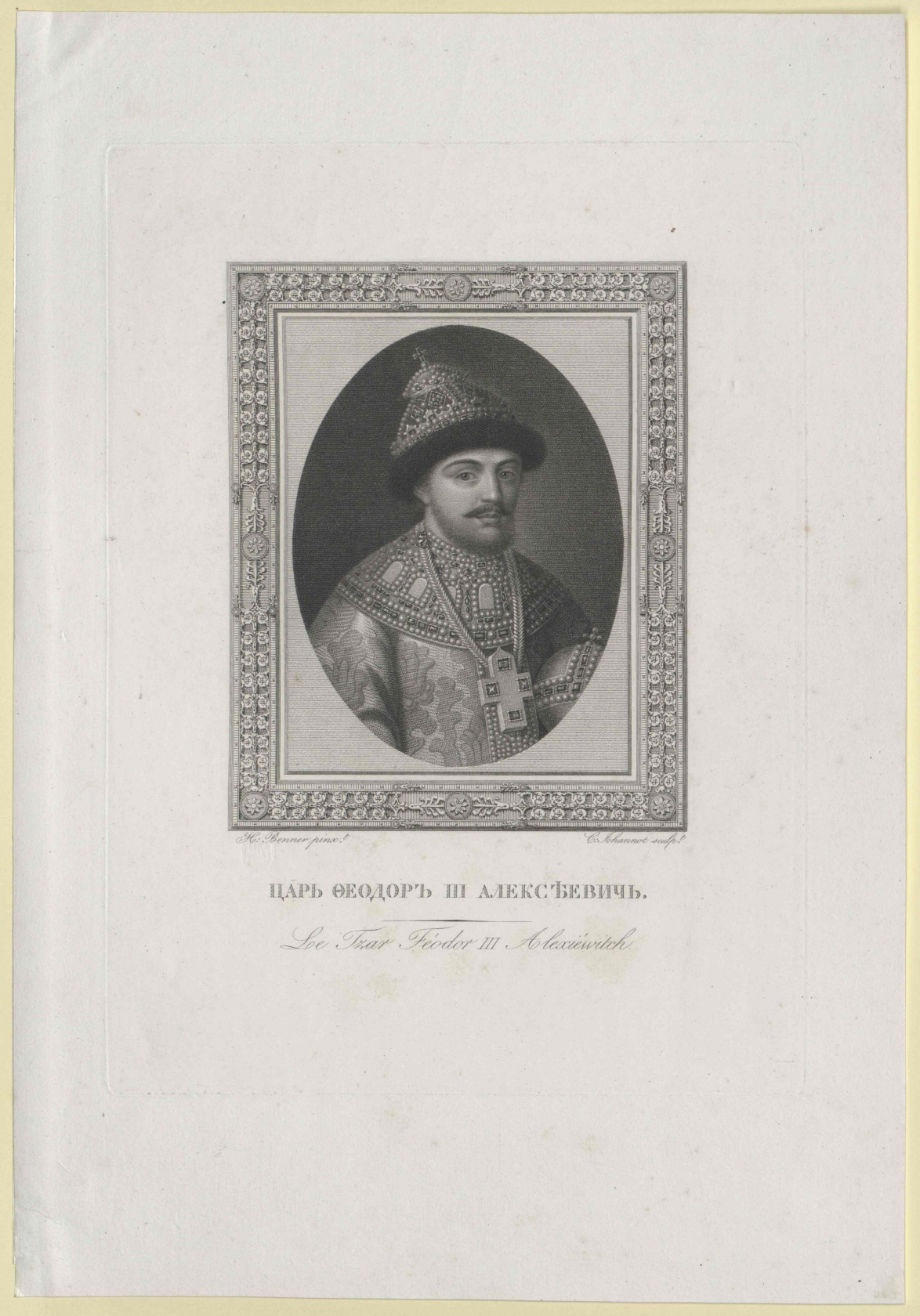
Fjodor III.

- 8. Februar: Russland erhält nach dem Tod seines Vaters Alexei I. mit Fjodor III. einen neuen Zaren.
- 1. Juni: Johann Hugo von Orsbeck wird Erzbischof von Trier und damit gleichzeitig Kurfürst. Er folgt dem verstorbenen Karl Kaspar von der Leyen.
- 17. Oktober: Im Vertrag von Żurawno kommt ein Waffenstillstand zwischen Polen-Litauen und dem Osmanischen Reich zustande, der den seit 1672 andauernden Osmanisch-Polnischen Krieg beendet.
- 19. Oktober: Kara Mustafa Pascha wird Nachfolger von Köprülü Fâzıl Ahmed Pascha als Großwesir des Osmanischen Reichs.
- Der Erste Russisch-Türkische Krieg um die Ukraine beginnt.

#### Amerika
- 12. August: Nach dem Tod ihres Anführers bricht der als King Philip’s War bekannte Indianeraufstand zusammen.
- Ab Mai: Nathaniel Bacon führt Bacon’s Rebellion in der Kolonie Virginia. Bacon selbst stirbt jedoch am 26. Oktober an der Ruhr, woraufhin die Rebellion durch Gouverneur Berkeley brutal niedergeschlagen wird.

### Wirtschaft
- 30. November: In Hamburg wird die Feuerkasse gegründet, die älteste bestehende Versicherung der Welt.

### Wissenschaft und Technik
- 21. März: Südlich von Livorno regnen die Trümmer eines beim Erdeintritt zerplatzten Meteors in das Tyrrhenische Meer.
- 21. November: Der dänische Astronom Ole Rømer stellt der Pariser Académie des sciences seine These vor, dass die Lichtgeschwindigkeit eine endliche Größe sei. Er stützt sich auf Beobachtungen der Verfinsterungen der vier Monde des Jupiter.
- Antoni van Leeuwenhoek beobachtet als erster Bakterien in Gewässern und im menschlichen Speichel.

### Kultur
- 19. April: Uraufführung der Oper La Donna ancora è fedele von Bernardo Pasquini im Palazzo Colonna in Rom

### Gesellschaft
- Der Amsterdamer Kaufmann Hermann Löher veröffentlicht die Schrift Hochnötige Unterthanige Wemütige Klage Der Frommen Unschültigen, eine moralische Anklage der Hexenverfolgung.

### Religion

Wappen des Kardinalkämmerers während der Sedisvakanz

- 22. Juli: Papst Clemens X. stirbt. Am 2. August beginnt das Konklave 1676 zur Wahl seines Nachfolgers. 44 Kardinäle sind bei der Eröffnung anwesend. Ihre Zahl steigt bis zum Ende auf 63.
- 21. September: Benedetto Odescalchi wird zum Papst gewählt und nimmt den Namen Innozenz XI. an. Als erste Amtstätigkeit verordnet er dem Kirchenstaat rigorose Sparmaßnahmen, um den hochverschuldeten Haushalt wieder auszugleichen. Der sittenstrenge neue Papst, der Simonie und Nepotismus ebenso ablehnt, wie die bildende Kunst, ernennt Alderano Cibo zu seinem Kardinalstaatssekretär.

## Geboren

### Geburtsdatum gesichert
- 02. Januar: Jean-Jacques-Baptiste Anet, französischer Violinist und Komponist († 1755)
- 03. Januar: Johannes Steuchius, schwedischer lutherischer Theologe und Erzbischof von Uppsala († 1742)
- 19. Januar: John Weldon, englischer Komponist und Organist († 1736)
- 03. Februar: Ingenuin Lechleitner, österreichischer Bildhauer († 1731)
- 07. Februar: Mechitar von Sebasteia, armenisch-apostolischer, später armenisch-katholischer Geistlicher und Ordensgründer († 1749)
- 20. März: Johann Heinrich Schramm, deutscher reformierter Theologe († 1753)
- 22. März: Friedrich Wilhelm Bierling, deutscher evangelischer Theologe und kritischer Historiker († 1728)
- 27. März: Franz II. Rákóczi, ungarischer Nationalheld und Führer des Rákóczi-Aufstands (1703–1711) († 1735)
- 14. April: Philipp Ludwig Dreyßigmark, deutscher evangelischer Geistlicher († 1750)
- 14. April: Ernst Christian Hesse, deutscher Kapellmeister, Komponist und Gambist († 1762)
- 18. April: Lukas von Breda, schwedischer Maler († 1752)
- 27. April: Friedrich I., König von Schweden († 1751)
- 23. Mai: Johann Bernhard Bach d. Ä., deutscher Komponist († 1749)
- 05. Juni: Marco Ricci, venezianischer Maler († 1730)
- 12. Juni: Johann Moritz Gustav von Manderscheid-Blankenheim, Bischof im Bistum Wiener Neustadt und im Erzbistum Prag († 1763)
- 21. Juni: Józef Fontana, polnischer Architekt († 1739)
- 01. Juli: Johann Gebhard, bayerischer Maler († 1756)
- 03. Juli: Leopold I., Fürst von Anhalt-Dessau, preußischer Heerführer und Militärreformer († 1747)
- 04. Juli: José de Cañizares, spanischer Dramatiker und Librettist († 1750)
- 14. Juli: Caspar Abel, deutscher Historiker und Dichter († 1763)
- 29. Juli: Adam Horatio Casparini, deutscher Orgelbauer († 1745)
- 05. August: Johann Heinrich Burckhard, deutscher Arzt, Botaniker und Numismatiker († 1738)
- 07. August: Alberto de Churriguera, spanischer Architekt († 1750)
- 07. August: Friedrich II., Herzog von Sachsen-Gotha-Altenburg († 1732)
- 12. August: Dorothea Friederike von Brandenburg-Ansbach, Gräfin von Hanau († 1731)
- 15. August: Johann Deodat Blumentrost, russischer Mediziner († 1756)
- 26. August: Robert Walpole, britischer Politiker und Regierungschef († 1745)
- 13. September: Élisabeth Charlotte de Bourbon-Orléans, Herzogin von Lothringen und Fürstin von Commercy († 1744)
- 15. September: Stanisław Poniatowski, polnischer Politiker († 1762)
- 18. September: David Nitschmann, Landwirt, Wagner, Prediger und evangelischer Missionar der Herrnhuter Brüdergemeine († 1758)
- 18. September: Eberhard Ludwig, Herzog von Württemberg († 1733)
- 19. September: Damian Hugo Philipp von Schönborn-Buchheim, Fürstbischof von Speyer und Konstanz († 1743)
- 29. September: Pietro Maria Pieri, italienischer Kardinal († 1743)
- 08. Oktober: Benito Jerónimo Feijoo, spanischer Gelehrter und Ordensgeistlicher († 1764)
- 13. Oktober: Michael Apafi II., Fürst von Siebenbürgen († 1713)
- 18. Oktober: Michael Heinrich Reinhard, deutscher evangelisch-lutherischer Theologe († 1732)
- 10. November: Friedrich Gottlieb Struve, deutscher Jurist und Hochschullehrer († 1752)
- 27. November: Friedrich Anton Ulrich, Fürst von Waldeck-Pyrmont († 1728)
- 09. Dezember: Franz Karl von Kaunitz-Rietberg, Bischof von Laibach († 1717)
- 10. Dezember: Johann George Schreiber, deutscher Kupferstecher, Kartograph und Verleger († 1750)
- 19. Dezember: Louis-Nicolas Clérambault, französischer Komponist und Organist († 1749)
- 27. Dezember: Johann Georg Joch, deutscher evangelischer Theologe († 1731)

### Genaues Geburtsdatum unbekannt
- Hans Balthasar Burckhardt, Schweizer Unternehmer und Politiker  († 1740)
- Johann Jakob Marinoni, österreichischer Astronom († 1755)

## Gestorben

### Erstes Halbjahr
- 13. Januar: Isaac Commelin, niederländischer Verleger und Buchhändler (* 1598)
- 14. Januar: Francesco Cavalli, italienischer Komponist und Organist (* 1602)
- 15. Januar: Alessandro Spinola, Doge der Republik Genua (* 1589)
- 16. Januar: Georg Arnold, österreichischer Komponist und Organist (* 1621)
- 16. Januar: Johann von Koppy, Militär im Dreißigjährigen Krieg (* 1603)
- 20. Januar: Reinier Pauw, Präsident des Hohen Rates von Holland, Zeeland und Westfriesland (* 1591)
- 08. Februar: Alexei I., Zar von Russland (* 1629)
- 14. Februar: Abraham Bosse, französischer Kupferstecher und Radierer (* um 1604)
- 20. Februar: Georg Ludwig Agricola, deutscher Musiker (* 1643)
- 13. März: Adelheid von Savoyen, Gemahlin des bayerischen Kurfürsten Ferdinand Maria (* 1636)
- 14. März: Anna Sophia Torck, Äbtissin im Stift Nottuln
- 16. März: Henri de Guénégaud, französischer Politiker (* 1608/09)
- 22. März: Cäcilie Zeitlose Wicht, deutsche Pfarrersgattin, Opfer der Hexenverfolgung in Idstein (* 1626)
- 31. März: George Konrad Crusius, niederländischer Rechtswissenschaftler (* 1644)
- 05. April: John Winthrop, Jr., englischer Gouverneur der Colony of Connecticut (* 1606)
- 08. April: Claudia Felizitas von Österreich-Tirol, römisch-deutsche Kaiserin (* 1653)
- 10. April: Philipp Crusius, deutscher Jurist, Diplomat und Verwaltungsbeamter (* 1597)
- 20. April: John Clarke, englischer Arzt, Baptistenprediger und Politiker (* 1609)
- 29. April: Michiel de Ruyter, niederländischer Admiral (* 1607)
- 03. Mai: Ernst Friedrich Schröter, deutscher Rechtswissenschaftler (* 1621)
- 23. Mai: Domenico Maroli, italienischer Maler (* 1612)
- 25. Mai: Johann Heinrich Rahn, Schweizer Mathematiker (* 1622)
- 26. Mai: Johann Jakob Bodmer, Schweizer Buchdrucker, Dichter und Politiker (* 1617)
- 01. Juni: Lorentz Creutz der Ältere, schwedischer Generaladmiral (* 1615)
- 01. Juni: Karl Kaspar von der Leyen, Erzbischof und Kurfürst von Trier (* 1618)
- 06. Juni: Paul Gerhardt, deutscher Dichter von Kirchenliedern (* 1607)
- 24. Juni: Carl Gustaf Wrangel, schwedischer Heerführer und Staatsmann (* 1613)

### Zweites Halbjahr
- 08. Juli: Franz I. Rákóczi, Fürst von Siebenbürgen (* 1645)
- 19. Juli: Georg III., paragierter Landgraf von Hessen-Darmstadt (* 1632)
- 22. Juli: Emilio Altieri, unter dem Namen Clemens X. Papst (* 1590)
- 25. Juli: François Hédelin, französischer Schriftsteller und Theatertheoretiker (* 1604)
- 27. Juli: Jesse Wharton, englischer Kolonialgouverneur von Maryland
- 28. Juli: Edward Reynolds, Bischof von Norwich (* 1599)
- 12. August: Metacomet, Indianerhäuptling der Pokanoket (* um 1639)
- 15. August: Niccolò Sagredo, 105. Doge von Venedig (* 1606)
- 17. August: Hans Jakob Christoffel von Grimmelshausen, deutscher Schriftsteller und Verfasser des Romans Der abenteuerliche Simplicissimus (* um 1625)
- 29. August: Luise Charlotte von Brandenburg, Herzogin von Kurland (* 1617)
- 03. September: César d’Albret, Marschall von Frankreich (* wohl 1614)
- 04. September: John Ogilby, schottischer Kartograph, Schriftsteller und Übersetzer (* 1600)
- 13. September: Lamoral Claudius von Thurn und Taxis, Generalpostmeister der Kaiserlichen Reichspost und Generalpostmeister in den Spanischen Niederlande (* 1621)
- 16. September: Gaspar de Bracamonte y Guzmán, spanischer Staatsmann, Diplomat und Vizekönig von Neapel (* 1595 oder 1596)
- 16. September: Schabbtai Zvi, Religionsgelehrter und selbsternannter Messias (* 1626)
- 19. September: Paul Chomedey de Maisonneuve, französischer Offizier und Gründer von Montreal (* 1612)
- 30. September: Elisabeth Hoffmann, deutsche Pfarrersgattin und Wirtin, Opfer der Hexenverfolgung in Idstein (* um 1607)
- 10. Oktober: Sebastian Knüpfer, deutscher Komponist (* 1633)
- 13. Oktober: Juan de Arellano, spanischer Maler (* 1614)
- 15. Oktober: Simon de Vos, flämischer Maler (* 1603)
- 22. Oktober: Giovanni Battista Langetti, italienischer Maler (* um 1635)
- 25. Oktober: Justus Georg Schottelius, deutscher Sprachgelehrter (* 1612)
- 26. Oktober: Nathaniel Bacon, englischer Tabakpflanzer und Revolutionär in Virginia (* 1647)
- 27. Oktober: Johan de Witt, holländischer Politiker (* 1618)
- 01. November: Gisbert Voetius, reformierter Theologe (* 1589)
- 02. November: Adam Michna, tschechischer Komponist (* um 1600)
- 03. November: Köprülü Fâzıl Ahmed Pascha, Großwesir des Osmanischen Reiches (* 1635)
- 19. Dezember: Adolf von Nassau-Schaumburg, Begründer der kurzlebigen Line Nassau-Schaumburg (* 1629)
- 25. Dezember: William Cavendish, 1. Duke of Newcastle, englischer General und Politiker (* 1592)
- 25. Dezember: Matthew Hale, englischer Rechtsgelehrter und Staatsmann (* 1609)